# Shoreham (Kent)

Mapa del comtat de Kent, Shoreham està a l'extrem oest

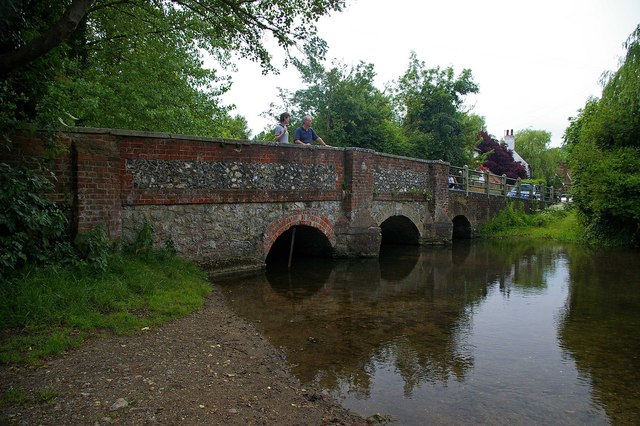
Pont de Shoreham sobre el riu Darent

Shoreham és una població (village) i parròquia civil en el Districte Sevenoaks de Kent, Anglaterra. La parròquia civil inclou els assentament de Badgers Mount i Well Hill, i està situada al nord de Sevenoaks. L'any 2001 tenia 1969 habitants.
El nom de shoreham probablement deriva de estate at the foot of a steep slope. Steep slope prové de la paraula saxona scor. pronunciada shor, però escrita sore pels escribes normands.
La població de Shoreham conté 4 pubs tradicionals independents: Ye Olde George Inne, The King's Arms, The Two Brewers and the Crown; amb un altre a la propera Twitton.

## Història
La vall del riu Darent era un dels llocs principals d'assentament en el Paleolític; i Shoreham es menciona al Domesday Book.
També era una zona de contraban. També Shoreham va ser la població més bombardejada del Regne Unit durant la Segona Guerra Mundial perquè l'exèrict va prendre possessió d'algunes cases pairals per a fer-ne ús operatiu.
Fins a 1925 hi havia fàbriques de paper.
Hi ha un museu de l'aviació (Shoreham Aircraft Museum) obert l'any 1978 dedicat a la Segona Guerra Mundial

## Persones notables
(en ordre alfabètic)
- Verney Lovett Cameron (1844–1894), primer europeu en travessar Àfrica equatorial de costa a costa.
- Robert Colgate, va ser un granger de Shoreham que simpatitzva amb la Revolució francesa que, forçat a abandonar Gran Bretanya el 1793, marxà als Estats Units on el seu fill William Colgate fundà la famosa empresa Colgate el 1806.
- Shena Mackay (escriptor) encara que va néixer a Edinburgh, es crià a Shoreham.[1]
- Edward Plunkett, (Lord Dunsany) (1878–1957), escriptor
- Samuel Palmer, (1805–1881) nascut a Londres, va viure uns anys a Shoreham .
- Anthony Powell, escriptor hi va viure durant la guerra.
- Joseph Prestwich, geòleg
- William Wall (teòleg)
- Naomi Watts (actriu nascuda a Shoreham el 1968)
- John Wesley sovint va predicar aquí.
- Franklin White ballarí[2]
- Abraham Adams (segle xviii) en aquesta vila hi va viure els últims anys de la seva vida aquest compositor i organista.[3]